# Pantaleon Szyndler

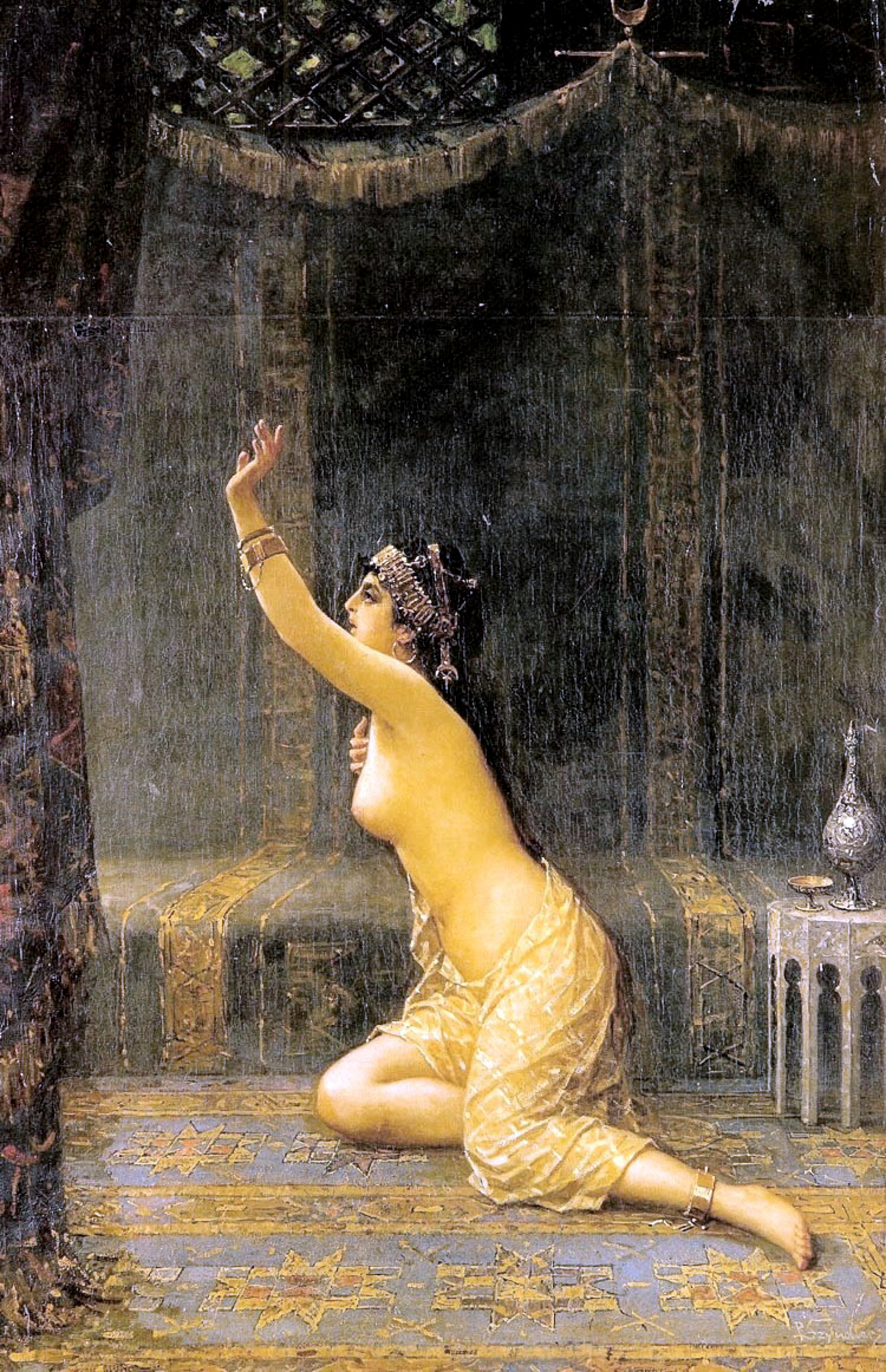
Die Sklavin

Pantaleon Szyndler (* 26. Juli 1846 in Lipie bei Kiełczygłów; † 31. Januar 1905 in Warschau) war ein polnischer Aktmaler und Grafiker.
Er begann seine Ausbildung an der Warschauer Zeichenklasse bei Rafał Hadziewicz.
Pantaleon Szyndler setzte das Studium ab dem 12. Mai 1871 an der Königlichen Akademie der Künste München bei Alexander Strähuber fort. 
Danach studierte er  an der Accademia di San Luca in Rom bei Luigi Cohetti und von 1874 bis 1875 an der Ecole des Beaux-Arts de Paris bei Alexandre Cabanel.
Im Zeitraum von 1885 bis 1894 war er in Warschau tätig, danach zog er nach Częstochowa, wo er eine Malschule gründete und auch im Nationalkloster Jasna Góra der Pauliner aktiv war.